# Sony Ericsson Xperia Play
Sony Ericsson Xperia Play是由索尼愛立信生產，採用Android作業系統的智能手機，是特別為遊戲功能開發的智能手機，設有4個方向及6個遊戲鍵（△□X○與側邊實體按鍵L/R），支援PlayStation Pocket遊戲服務，於2011年3月推出。與其後推出的Playstation Vita同被視為索尼手提遊戲機PlayStation Portable的後繼產品。

## 硬件
Sony Ericsson Xperia Play採用側面滑動式設計，與Xperia X10的設計相近，但顯示屏滑動後會呈現遊戲控制按鍵。左面設有十字键方向按鍵，右面則設有標準PlayStation遊戲鍵 (, ,  及 )，中間部分設有觸控板，並設有開始、選擇、選項按鍵，及LR肩鍵，基本上與PlayStation 遊戲控制器相同。
Xperia Play 採用 1GHz Qualcomm Snapdragon處理器，Adreno 205 GPU，512 MB記憶體。顯示屏為 4 吋 480 x 854，支援多點觸控。設有 500 萬像素鏡頭， LED 閃燈，支援 WVGA 錄影。

## 軟件
Xperia Play採用 Android 2.3 Gingerbread版本作業系統，索尼宣佈因遊戲相容問題，將不會提供 Android 4.0 作業系統的官方系統升級。(但用戶可在Sony DeveloperWorld 下載測試版 4.0.3 (4.1.H.0.23),詳情請看 http://developer.sonymobile.com/2012/03/29/ics-beta-rom-now-available-for-unlocked-xperia-play-smartphones-download/（页面存档备份，存于）  )

此機支援PlayStation Suite服務及Google Play Store，供下載應用程式及遊戲等軟件。

## 顏色
顏色包括：
| 顏色 | 名稱 | 英語  |
| ---- | ---- | ----- |
|      | 黑色 | Black |
|      | 白色 | White |

橙色

## 外部連結
官方網站